# Тенетехара
Тенетехара (Tenetehára) — язык тупи-гуарани, распространённый в Бразилии. Социолингвистически это два языка — гуажажара (Guajajára, Guazazzara, Tenetehar, Tenetehára), на котором говорят в 81 деревне территорий рек Гражау, Зутиуа, Меарим и Пиндаре штата Мараньян, и тембе (Tembé, Tenetehara), распространённый в резервации Алту-Туриасу, на берегах реки Гурупи, штата Мараньян, однако они между собой имеют взаимопонятность.